# 錢璧
錢璧（1503年—？），字和玉，號寶山，廣西護衛（臨桂縣）人，軍籍，明朝政治人物。

## 生平
廣西鄉試第十六名舉人。嘉靖八年（1529年）中式己丑科會試第一百九十八名，登第三甲第一百三十九名進士。授推官，卒于途。

## 家族
曾祖錢興；祖父錢琚；父錢經，母左氏。慈侍下。